# Пелагій II
Пелагій II (лат. Pelagius; ? — 9 лютого 590) — шістдесят третій папа Римський (26 листопада 579—7 лютого 590), римлянин готського походження, оскільки його батько звався Вінігільд. Найважливіші документи його понтифікату стосуються лангобардів і єресі Трьох розділів. Пелагій звертався до візантійського імператора Маврикія з проханням допомоги від нападів лангобардів. Не отримавши допомоги звертався до франків за захистом.
Пелагій запровадив дуже суворі норми щодо целібату священиків, які були переглянуті папою Григорієм I. За часів його понтифікату прийняли християнство вестготи Іспанії, які відмовились від аріанства. Побудував церкву Сан Лоренцо фуорі ле Мура. Помер від чуми.